# Szuj
Szuj (ros. Шуй) – wieś w Rosji, w Tuwie, w kożuunie baj-tajgińskim. W 2010 liczyła 1832 mieszkańców.